# Diphasiastrum madeirense
Diphasiastrum madeirense är en lummerväxtart som först beskrevs av J. H. Wilce, och fick sitt nu gällande namn av Josef Holub. Diphasiastrum madeirense ingår i släktet Diphasiastrum och familjen lummerväxter. Inga underarter finns listade i Catalogue of Life.